# R-TYPE II
『R-TYPE II』（アール・タイプ ツー）は、1989年にアイレムより発売された、アーケード用横スクロールシューティングゲーム。「R-TYPE」シリーズの第2作。

## 概要
1987年にアーケードゲームとしてリリースされた『R-TYPE』の続編。
なお、ハドソンがPCエンジンに移植した『R-TYPE』は媒体であるROMカードの容量の都合から前半の4ステージを収録したものが『R-TYPE』、後半の4ステージを収録したものが『R-TYPE II』というタイトルでそれぞれ発売され、それらとの混同が見られるため注意を要する。
搭乗機体は、前作R-9の強化型で後継機にあたるR-9改（R-9C、R-9カスタムとも呼称される）が配備され、最大の特徴である「波動砲」には、特殊触媒を用いる事で広範囲の対象に威力を発揮する、強力な「拡散波動砲」が搭載された。新たな武装として、レーザー系にはサーチレーザーとショットガンレーザーが追加され全5種となり、ミサイル系には対地ミサイルが加わった。
前作と比較してステージ数が減った反面、1ステージ中の敵キャラクターの数や行動パターンの多彩化および耐久力・攻撃頻度の大幅強化や、ステージ地形ギミックがよりトリッキーになっていたりと難易度が非常に高くなっている。ただしミスになると前作同様、ステージ中の復活ポイントに戻されてしまう。

## ゲーム内容
ゲームシステムならびに操作は前作とほとんど変わらない。本作ではフォースの兵装に2種の新しいレーザーが追加されたほか、ミサイルが1種追加された。さらに「拡散波動砲」という強力な攻撃ができるようになった。

### システム
8方向レバーで移動、ショットボタンでビーム（波動砲）の発射、フォースボタンでフォースを着脱するのは前作と同じ。
ショットボタンを押したままにし続けると青いBEAMゲージが溜まり、ボタンを離すことでゲージの長さ分の威力の「波動砲」を撃てる。フルチャージ後さらにボタンを押し続けると一定時間経過後に赤いゲージが急速に溜まり、それがフルになると青と赤に点滅する。この時ショットボタンを離すと、より強力な「拡散波動砲」を撃つことができる。
通常の波動砲が一直線に発射されるのに対し、拡散波動砲は小拡散して一旦収束した後、前方に広がるように発射され、上手く収束点を1つの標的に当てれば威力も高い。ただし、ゲージ点滅後もボタンを押し続けていると点滅が終了して通常の波動砲に戻ってしまう（以後、離すまでは一定周期で点滅、戻るを繰り返す）ため、狙って全弾を当てようとする場合、発射のタイミングが非常にシビアになる。

### アイテム
白い球体に足がついたような機体「POWアーマー」を破壊するとアイテムが出現、それを取得することで自機をパワーアップさせることができる。色が青基調のPOWアーマーはレーザークリスタルを、赤基調のPOWアーマーは自機のパワーアップアイテムを積んでおり、それぞれ出現場所が決まっている。

#### レーザークリスタル
1つ目を取得すると「フォース」が装備され、2つ目を取得するとクリスタルの色ごとに特殊な兵装（レーザー）が装備されフォースがパワーアップする。3つ目を取得するとさらに兵装がパワーアップし、フォースもさらに強くなる。各種のレーザーは全て排他選択であり、いずれか1種類のみ装備可能。装備中のレーザーとは異なる色のレーザークリスタルを取得すると、取得したレーザーに切り替わる。
前作に登場した赤、青、黄色（それぞれ効果も前作と変わらない）以外に、緑と黒が追加され、計5種類となった。
- 赤 - 対空レーザー

フォース前方に貫通レーザーを発射。フォース2段階目では2対の短いレーザー、3段階目では2対のレーザーがそれぞれサインカーブを描くような軌道で前方に飛んでいく1発のレーザーとなっている。
- 黄 - 対地レーザー

フォース上下方向に地形を這うレーザーを発射。
- 青 - 反射レーザー

フォース前方と上下斜方の3方向に、地形に当たると反射するレーザーを発射。
- 緑 - サーチレーザー

フォース前方に敵のY座標のみ追尾するレーザーを2本、「＝」型に発射。レーザーの進行速度が遅いうえ連射性に欠けるほか、破壊力も低め。反射レーザーのエネルギーを転用している設定がある。
- 灰 - ショットガンレーザー

フォース前方に丸いカプセル状のレーザーを発射。弾体は高威力な反面、一定距離進むと勝手に破裂するため射程が短い。破裂後の爆風にも攻撃力がある。対空レーザーのエネルギーを転用している設定がある。

#### ミサイル
「M」と書かれたアイテム。計2種類。排他選択であり、どちらか一方のみ装備可能。装備中のミサイルとは異なるミサイルユニットを取得すると、取得したミサイルに切り替わる。
- 赤 - 追尾ミサイル

2発同時に前方に発射され、敵を追尾するミサイル。
- 青 - 対地ミサイル

前方下方向に発射され、敵機や地形に着弾すると爆発するミサイル。爆風は空中で発生すると真下へ、地形に着くとそれに沿ってしばらく進む。対地レーザーのエネルギーを転用している設定である。

#### その他
- ビット

自機の上下に装備される無敵の護衛機。対空レーザー装備時のみ1段階目のレーザーで攻撃する。最大2個まで装備可能。フォースとは異なり敵弾を防御する性能はない。スピードのアイテムを3つ以上取得して3速以上にすると自機の移動速度に追従できなくなる。
- スピード

「S」と書かれたアイテム。取るたびに自機の移動スピードが上昇する。最高4段階。一旦上げたスピードはミスしない限り元に戻すことはできない。

## ステージ構成
ステージは全体に退廃的な印象が強い。
| 面 | ステージ   | 解説 | ボス         |
| -- | ---------- | --- | ------------ |
| 1  | 遺跡       | 以前に滅んだバイド帝国の要塞内部。水路やコンベアーから、容赦の無い攻撃が襲い掛かる。 | - ザブトム   |
| 2  | 洞窟       | 水の流れる洞窟。生命体タイプの敵が襲い掛かる。点在する滝は、R-9改が滝の中にいる間下へ下へと押し流そうとする。 | - バラカス   |
| 3  | 紅の空     | R-TYPEにも登場した巨大戦艦ステージだが、今作では複数の巨大戦艦が襲い掛かる。 | - コルベルト |
| 4  | 資源採掘場 | 地形がブロックで構成されており、たびたび移動して地形を変化させる。多数の浮遊戦車などが行く手を阻む。 | - ライオス   |
| 5  | 増設基地   | 金属を出して巣（地形）を作るオブロス、金属を喰らうケブロスによって、地形が作られ、壊される。中には巣によって道がふさがれており、ケブロスをあえて倒さず放置しなければ通れない場面も存在する。 | - ブレンドア |
| 6  | バイド帝星 | 惑星自体が生命体であるバイドの拠点。その中心部ではバイドがクローン再生されようとしている。ボスのウームは触手に4機の黄色キャノピーのR-9Aを捕らえており、触手を破壊することで救出し、一時的に味方として攻撃を行ってくれる（中のパイロットは既に死亡しておりプレイヤーが遠隔操作している設定）。なお、ボス撃破後、他のR-9Aと共に波動砲で壁を破壊し、爆発する拠点から脱出することになるのだが、この時プレイヤー以外のR-9Aは、1周目では爆発の衝撃に耐えきれずに爆散。2周目では爆発に耐え、そのまま共に帰還することになる。その後バイドの侵攻が止まってから250時間後、自機は異層次元巡洋艦“グレンダツウ”によって回収された（共に帰還したR-9Aがどうなったかは不明）。 | - ウーム     |

6ステージクリア後はエンディング後にさらに難易度が上昇した2周目が始まるため全12ステージとなっている。2周目クリア後に真のエンディングとなる。

## 移植版
| No. | タイトル                                               | 発売日                                    | 対応機種                                                 | 開発元                               | 発売元                               | メディア                              | 型式                                         | 売上本数 | 備考                                                      |
| --- | ------------------------------------------------------ | ----------------------------------------- | -------------------------------------------------------- | ------------------------------------ | ------------------------------------ | ------------------------------------- | -------------------------------------------- | -------- | --------------------------------------------------------- |
| 1   | SUPER R-TYPE                                           | 1991年7月13日 1991年9月1日 1992年6月4日   | スーパーファミコン                                       | アイレム                             | アイレム                             | 8メガビットロムカセット               | - SHVC-SR - SNS-SR - SNSP-SR                 | -        |                                                           |
| 2   | R-TYPE II                                              | 1991年                                    | Amiga Atari ST                                           | Arc Developments                     | アクティビジョン                     | フロッピーディスク                    | -                                            | -        |                                                           |
| 3   | R-TYPE II                                              | 1992年12月11日 1992年                     | ゲームボーイ                                             | アイレム                             | アイレム                             | ロムカセット                          | - DMG-RZA                                    | -        |                                                           |
| 4   | R-TYPES                                                | 1998年2月5日 1999年2月28日 1998年9月      | PlayStation                                              | アイレムソフトウェアエンジニアリング | アイレムソフトウェアエンジニアリング | CD-ROM                                | - SLPS-01236 - SLUS-00753 - SLES-01355       | -        | 『R-TYPE』とのカップリング                                |
| 5   | R-TYPE DX                                              | 1999年11月12日 1999年6月 1999年7月20日    | ゲームボーイカラー                                       | アイレムソフトウェアエンジニアリング | エポック社                           | ロムカセット                          | - DMG-ARUJ-JPN - DMG-AWHE-USA - DMG-AWHP-EUR | -        | 『R-TYPE』とのカップリング                                |
| 6   | R-TYPES R's BEST                                       | 2001年10月25日                            | PlayStation                                              | アイレムソフトウェアエンジニアリング | アイレムソフトウェアエンジニアリング | CD-ROM                                | SLPS-03310                                   | -        |                                                           |
| 7   | SUPER R-TYPE                                           | 2008年1月29日 2008年3月17日 2008年3月14日 | Wii                                                      | アイレム                             | 任天堂                               | ダウンロード （バーチャルコンソール） | JBYJ JBYE JBYP                               | -        | スーパーファミコン版の移植 2012年3月30日配信終了          |
| 8   | R-TYPE Dimensions                                      | INT 2009年2月4日                          | Xbox                                                     | Tozai Games SouthEnd Interactive     | マイクロソフト                       | ダウンロード (Xbox Live)              | -                                            | -        | アーケード版の移植                                        |
| 9   | R-TYPE Dimensions                                      | INT 2013年11月21日                        | PlayStation 3 PlayStation Portable (PlayStation Network) | Tozai Games SouthEnd Interactive     | マイクロソフト                       | ダウンロード                          | -                                            | -        | アーケード版の移植                                        |
| 10  | R-TYPE III & スーパーR-TYPE 16ビットゲームカートリッジ | 2018年8月23日                             | レトロデュオ                                             | アイレム                             | JNNEX                                | ロムカセット                          | -                                            | -        | スーパーファミコン版の移植 『R-TYPE III』とのカップリング |
| 11  | スーパーファミコン Nintendo Classics                   | 2024年4月12日                             | Nintendo Switch                                          | 任天堂                               | 任天堂                               | ダウンロード                          | -                                            | -        | スーパーファミコン版の移植                                |

### スーパーファミコン版
『SUPER R-TYPE』（スーパー・アール・タイプ）のタイトルで、1991年7月13日に発売された（同月23日説もある）。『R-TYPE II』をベースにしているが、容量や性能の関係上かなりアレンジされており当時のスーパーファミコンソフトの多くに見られたようにタイトルに「スーパー」が冠せられている。2007年1月29日から2012年3月30日までWiiのバーチャルコンソールで配信された。
処理落ちが激しいという難点はあるが、評論筋から「硬派」と評されるような1ミスが命取りの難易度は健在であった。しかし、アーケード版と比べると難易度は抑え目となっている。

#### 相違点
- サーチレーザーの代わりに、半円弧状に弾を展開してから前方に発射するスプリットレーザーが加えられ、ショットガンレーザーは拡散パターンが変更されている。
  - この変更は、R戦闘機のR-9Cの派生機体であるR-9Kとして独自設定を加えた機体となる。
- ゲーム開始時のデモが後方視点のR-9改発進シーンでなくゲーム中の自機を使用した横視点の出撃準備→発進シーンになる。
- 復活ポイントが存在せず、どの地点であっても（対ボス戦でも）ミスをすると必ずステージの最初に戻される。
- 対ボス戦前とステージクリア時にはR-9改が高速で画面右へ退場し、それぞれの専用画面に切り替えられる。
- 音楽も本作独自のものが多くあり、ほぼ全編にわたってハウス・ミュージック風のサウンドとなっている。
- 難易度はKIDS、EASY、NORMAL、HARDの4段階を選択可能（初期設定はEASY）で、2周目は1周目から1段階難易度が上昇する（HARDの2周目のみ、難易度PROが登場している。）。KIDSだとミスしても装備が失われなくなる。ただし、EASY以上の難易度でクリアしないとエンディングが見られず、KIDSでクリアすると「これは訓練である」といったメッセージが表示されてゲームが終了するため、1周しかプレイできない。エンディングデモでは地球近くの宇宙要塞に帰還し、プレイヤー機が収納された格納庫の扉が閉じるシーンまでが描かれるハッピーエンド色の強いものとなっている。
- ゲーム全体を通して処理落ちの酷い箇所が多い。

#### ステージ構成
全ステージ中の半分ほどはSFC版オリジナルで、AC版と共通するステージもアレンジされている。
ステージ1「宇宙空間」（Boss：イルミネーター）
基地から発進したR-9改。アステロイド内（海外では惑星間）の宇宙空間に建設されたバイドの前線基地を進んでいく。ボスは画面いっぱいに長方形型の軌道を描きながら高速で動き回る人工衛星の様な敵。
ステージ2「遺跡」（Boss：ザブトム）
ステージ3「洞窟」（Boss：インエグゼズ）
醜悪な生物達がひしめく洞窟を進んでいく。前半はアーケード版ステージ2と構成が近いが水中の表現がカットされ、代わりに間欠泉がある。ボスは初代のゴマンダーをアレンジした様な敵。
ステージ4「巨大戦艦」（Boss：プリズナー）
初代の巨大戦艦より大きい超巨大な戦艦の外部を通って戦艦内に侵入、動力炉を破壊する。ボスは初代に登場する巨大戦艦の中核部のアレンジ。
ステージ5「資源採掘場」（Boss：ライオス）
ステージ6「廃棄場」（Boss：リサイクラー）
バイド兵器のゴミ捨て場、と言った趣の廃棄場内を進む。ボスは上、右、左の3つのパーツが分離・合体する中型戦艦。
ステージ7「バイド帝星」（Boss：ウーム）

### ゲームボーイ版
1992年12月11日にゲームボーイ用に発売された。ゲームボーイなのでモノクロになっている。そのほかハードの制約上オリジナルとはかけ離れたものになっている。全5面。拡散波動砲は、地形又は画面の上下端で反射するような形になっている。
設定部分での違いとしては、『SUPER』でのゲーム開始時のデモシーンに、さらにパイロットと整備員が追加される。一部ボスの名前が異なる。説明書には、パイロットは四肢切断されて搭載されるという記述などがある（アイレム会報誌には関連する記述が記載されているが、脳だけという記述はない）。

### PlayStation版
商品名は『R・TYPES』。『R-TYPE』と共に収録されたカップリング移植で、1998年2月5日に発売された。『R-TYPE II』の初の忠実な移植作品。ゲームアーカイブスにてPlayStation PortableやPlayStation 3用にも2011年8月11日までダウンロード配信されていた（配信終了後もダウンロード済みのものは引き続きプレイ可能）。
オープニングムービー・エンディングムービーが追加されているほか、R戦闘機および敵キャラクターの設定資料が収められた「R'sライブラリー」や『R-TYPE Δ』のプロモーションムービーも収録されている。
2001年10月25日にベスト盤『〜R’s BEST〜R・TYPES』が発売された。

## スタッフ
スーパーファミコン版
- ゲーム・デザイン：FUZZIE
- キャラクター・デザイン：NABE、NIOUDACHI（大舘隆幸）
- バックグラウンド・デザイン：OKAYO、KAZAKAMI SHUNG（風上旬）
- ゲーム・プログラム：RYOUICHIROU、FINALU
- サウンド・プログラム：MOTO、KEISUKE
- エディティング：RAN
- ミュージック・コンポジション：CHARLIE Y.K.（川上康広）、HIYA（冷牟田卓志）、HIROSHI（木村浩）

## 評価
アーケード版
ゲーム誌『ゲーメスト』（新声社）誌上で行われていた「第4回ゲーメスト大賞」（1990年度）においてベストグラフィック賞1位を受賞、プレイヤー人気で17位を獲得した。
スーパーファミコン版
ゲーム誌『ファミコン通信』のクロスレビューでは合計28点（満40点）、『ファミリーコンピュータMagazine』の読者投票による「ゲーム通信簿」での評価は以下の通りとなっており、22.1点（満30点）となっている。
| 項目 | キャラクタ | 音楽 | お買得度 | 操作性 | 熱中度 | オリジナリティ | 総合 |
| 得点 | 3.7        | 4.0  | 3.3      | 3.8    | 3.9    | 3.5            | 22.1 |

ゲームボーイ
ゲーム誌『ファミコン通信』のクロスレビューでは合計20点（満40点）、『ファミリーコンピュータMagazine』の読者投票による「ゲーム通信簿」での評価は以下の通りとなっており、20.2点（満30点）となっている
| 項目 | キャラクタ | 音楽 | お買得度 | 操作性 | 熱中度 | オリジナリティ | 総合 |
| 得点 | 3.2        | 3.3  | 3.4      | 3.4    | 3.5    | 3.5            | 20.2 |